# Von Angesicht zu Angesicht (1976)
Von Angesicht zu Angesicht (Originaltitel: Ansikte mot ansikte) ist ein schwedisches Psychodrama von Ingmar Bergman aus dem Jahr 1976.

## Handlung
Die Psychiaterin Jenny Isaksson verlebt den Sommer ohne ihre Familie – ihr Ehemann, ebenfalls Psychiater, hält sich aus beruflichen Gründen in den USA auf, ihre vierzehnjährige Tochter Anna macht zum ersten Mal allein Ferien mit ihrem Freund. Das gemeinsam gebaute Haus ist noch nicht bezugsfertig, weshalb sich Jenny vorübergehend bei ihren Großeltern einquartiert, bei denen sie ihre Kindheit verbrachte. Schon kurz nach ihrer Ankunft wird sie von bedrückenden Erinnerungen, Halluzinationen und Alpträumen geplagt, die stark mit ihrer Vergangenheit verbunden sind. Das Bild einer auf einem Auge blinden Frau verfolgt sie wiederholt. Tomas, ein Kollege, macht ihr offen erotische Avancen; nachdem sie diese zurückweist, entwickelt sich zwischen ihnen langsam eine platonische Freundschaft. Eines Morgens stößt Jenny in ihrem neuen Haus auf eine Patientin und zwei unbekannte Männer, von denen einer versucht, sie zu vergewaltigen. Anschließend unternimmt sie einen Selbstmordversuch. Tomas hilft ihr, ihre Krise zu überwinden. Während ihrer langsamen, von Nervenzusammenbrüchen begleiteten Rekonvaleszenz erzählt sie ihm unter anderem von dem frühen Unfalltod ihrer Eltern und der erzieherischen Strenge ihrer Großmutter. Als Tomas beruflich für längere Zeit ins Ausland geht, hat sie sich so weit wieder gefasst, dass sie sogar die sich abzeichnende Entfremdung von ihrer Tochter und den bevorstehenden Tod des Großvaters verkraften kann. Sie kündigt an, ihre Arbeit in der Klinik wieder aufzunehmen.

## Hintergrund

### Filmstart
Der in einer Fernseh- und einer Kinofassung produzierte Film wurde ab dem 28. April 1976 als 177-minütiger Vierteiler im schwedischen Fernsehen ausgestrahlt und startete später in einer rund 40 Minuten kürzeren Version in den Kinos, in der BRD am 20. Mai 1976.

### Parallelen in Bergmans Werk
Der Alptraum, in dem Jenny sich selbst im Sarg liegen sieht, greift eine Idee aus Bergmans Wilde Erdbeeren (1957) auf. Eine Szene, in der einer Patientin die Haut vom Gesicht gerissen wird, und Jennys Schilderung, wie sie als Kind im Schrank eingesperrt wurde, finden sich in ähnlicher Form in Die Stunde des Wolfs (1968).
Der Titel des Films ist an den ersten Brief des Paulus an die Korinther angelehnt: „Wir sehen jetzt durch einen Spiegel ein dunkles Bild; dann aber von Angesicht zu Angesicht. Jetzt erkenne ich stückweise; dann aber werde ich erkennen, wie ich erkannt bin.“ Dieser Auszug aus Paulus’ Hohelied der Liebe hatte schon Bergmans Wie in einem Spiegel (1961) als Titel gedient.

## Kritiken
Trotz vielfachen Lobes für Liv Ullmanns darstellerische Leistung wurde Von Angesicht zu Angesicht von der Kritik gemischt aufgenommen. Kritisiert wurden unter anderem mangelnde erzählerische Stringenz und das Abhandeln allzu bekannter Bergmanscher Themen.
Der Spiegel bezeichnete unter dem Titel Schaf im Wolfspelz Bergmans Regie als mittelmäßig und Ullmanns Spiel als überzogen. „Bergmans berühmte Alpträume und Abgründe wirken nun hausbacken und fast schon selbstparodistisch. Und die Erlösung, die er dem Zuschauer am Ende […] offeriert, hat etwas borniert Begütigendes.“
Das Lexikon des internationalen Films beurteilte den Film wohlwollender als ein „vielfältige Konfliktsituationen anrührendes Drama“ über „die Liebe und die Hoffnung, die ein sinnvolles Leben erst ermöglichen“. Doch trotz differenzierter und geduldiger Analyse verliere es „immer da an Überzeugungskraft, wo es in die Nähe einer allzu nervösen Selbstbespiegelung gerät“.

## Auszeichnungen (Auswahl)
- 1976: Preis der Los Angeles Film Critics Association für den Besten fremdsprachigen Film und die Beste Hauptdarstellerin (Liv Ullmann)
- 1976: Preis des National Board of Review für die Beste Hauptdarstellerin (Liv Ullmann)
- 1976: New York Film Critics Circle Award für die Beste Hauptdarstellerin (Liv Ullmann)
- 1977: Golden Globe Award für den Besten fremdsprachigen Film
- 1977: Oscar-Nominierung in den Kategorien Beste Hauptdarstellerin und Beste Regie